# Lahili
Lahili (gruzínsky ლაჰილი, Lahili) je s výškou 4008 metrů nejvyšší hora Svanetského hřbetu Velkého Kavkazu. Hora má dva vrcholy - vyšší jižní a nižší severní. Hora je tvořena sedimentárními a metamorfovanými horninami. Oblast je poměrně výrazně zaledněna, od vrcholů stéká například 5 km dlouhý ledovec Lahili (též Lajla).

## Výstupy
Oba vrcholy byly poprvé zaznamenaně zlezeny v 19. století. Nižší severní již roku 1888 výpravou Douglase Frestfielda, vyšší jižní roku 1891 Gottfriedem Merzbacherem. Klasická cesta vede na vrchol hory ze severozápadu. Jedná se o cestu obtížnosti PD (ruské 2A).